# Annandale (Whiskybrennerei)
Annandale ist eine Whiskybrennerei bei Annan, Dumfries and Galloway, Schottland.

## Geschichte
Die Brennerei wurde 1830 von George Donald nahe der Stadt Annan gegründet. Abweichend zu üblichen Whiskies der Lowlands wurde die Gerste der Brennerei von Beginn an getorft. Grund hierfür war ein nahegelegenes Moor, das aus Praktikabilitätsgründen zur Beschaffung von Brennmaterial für die Trocknung genutzt wurde. 1883 ging Annandale an John Gardner über, der sie wiederum nach zehn Jahren an Johnnie Walker verkaufte. Das Unternehmen behob in den folgenden Jahren den Investitionsstau in modernes Equipment, legte die Brennerei jedoch 1924 im Zuge der Konzentration auf andere Produktionsstätten still und verkaufte das Gelände an eine Familie Robinson, die dort Landwirtschaft betrieb. Im Laufe des 20. Jahrhunderts verfiel ein Großteil des Betriebs. 2007 wurden die Gebäude von David Thomson und Teresa Church gekauft. Die Eröffnung war für das Jahr 2011 geplant. Nachdem allerdings die Gebäude vom Bewuchs befreit worden waren, zeigte sich, dass die Bausubstanz insgesamt nicht mehr trug. Massive Abstützungen wurden notwendig um die Gebäude vor dem Einsturz zu bewahren. Die Erhaltungsarbeiten verzögerten den Baubeginn, so dass 2011 erst die Arbeiten zur Sanierung und Wiedereröffnung beginnen konnten. An den Planungen war Jim Swan beteiligt, so entwarf er das twin spirit still concept mit einer Washstill und zwei Spiritstills. Am 15. November 2014 wurde das erste Fass der restaurierten Brennerei eingelagert und im Juni 2018 wurde der erste Whisky seit 94 Jahren abgefüllt.
Die Brennerei wurde Mitte der 1880er Jahre von Alfred Barnard besucht, wodurch ein detaillierter Bericht der Brennerei zu dieser Zeit erhalten ist. Der Jahresausstoß der Destillerie soll zu diesem Zeitpunkt 28.000 Gallonen betragen haben (das entspricht etwa 130.000 Litern bei Benutzung des heutigen Umrechnungswertes von etwa 4,54 l pro Gallone).
In Jim Murrays Whisky Bible 2020 wird der Whisky mit der Auszeichnung Best Single Cask, Single Malt Scotch Whisky – 10 Years and Under (Bestes Single Cask, Bester Single Malt Scotch Whisky - 10 Jahre und jünger) gelobt.

## Produktion
Annandale plante anfänglich, rauchigen Whisky zu produzieren. Die Produktionsräume sind jedoch auch dafür ausgelegt, parallel zum rauchigen auch einen nicht rauchigen Whisky zu produzieren. Dies ist inzwischen so realisiert. Laut der Webseite der Destillerie sind hierfür getrennte „low wines receiver“ und „spirit receiver“ vorgesehen, damit die unterschiedlichen Ausprägungen nicht vermischt werden.
Die Destillerie besitzt einen Maischbottich (mash tun) von 2,5 Tonnen Fassungsvermögen (Forsyths), 4 hölzerne Gärbottiche (wash backs) mit einem Fassungsvermögen von je 12.000 Litern, eine wash still mit 12.000 l und 2 spirit stills mit je 4.000 l Fassungsvolumen.
Das Produktionsvolumen der Destillerie wird von den Betreibern auf 250.000 Liter puren Alkohols pro Jahr geschätzt (bei Einschichtbetrieb).
Master Destiller ist Malcolm Rennie, der vorher bei der Kilchoman Brennerei tätig war.

## Besucher
Die Destillerie bietet Führungen mit anschließendem Tasting an. Die historischen Malzböden wurden zu einem Café umgebaut.